# GDDR7
GDDR7是JEDEC制定的一种GDDR以及SDRAM標準，具有高带宽、双倍数据速率接口，主要用於显示卡、電子遊戲機領域。它是GDDR6的下一代標準。

## 历史
- 2022年，三星集团宣布未來GDDR7将取代GDDR6X ，GDDR7可提供高达 36GT/s 的傳輸速度。 [1]
- 2023年7月18日，三星宣布推出第一代GDDR7產品，其带宽比GDDR6（1.1TB/s）高40%（1.5TB/s），能效提高20%。 [2]
- 2024年3月5日，JEDEC发布GDDR7显卡内存的正式标准和规范。 [3]

## 技术
GDDR7增加了纠错码，可以進行错误检查和内存刷洗。 
GDDR7数据速率为 32 Gbps/pin，而一些运行内存制造商可以將速率提高到 36 Gbps/pin。 